# 布魯克維爾高地 (印地安納州)
布魯克維爾高地（英語：Brookville Heights）是位於美國印地安納州漢考克縣的一個非建制地區。該地的面積和人口皆未知。